# Символьні обчислення
Символьні обчислення — це перетворення і робота з математичними рівностями та формулами як з послідовністю символів. Вони відрізняються від числових розрахунків, які оперують наближеними числовими значеннями, що знаходяться поза математичними виразами. Системи символьних обчислень (їх також називають системами комп'ютерної алгебри) можуть бути використані для символьного інтегрування і диференціювання, підстановки одних виразів в інші, спрощення формул та інше. 
Комп'ютерна алгебра (на відміну від чисельних методів) займається розробкою та реалізацією аналітичних методів вирішення математичних задач на комп'ютері і припускає, що початкові дані, як і результати розв'язку, сформульовані в аналітичному (символьному) вигляді.
При аналізі математичної моделі результатом можуть бути загальні та окремі аналітичні рішення сформульованої математичної задачі та їх інтерпретації.
Аналітичні рішення частіше вдається отримати для найбільш "грубих" (простих) моделей, рідше — для більш точних, складних (потрібно використовувати чисельні методи, що дозволяють отримати окремі числові рішення багатьох задач).

## Зноски
1. 1 2 3  Дьяконов В. П. Энциклопедия компьютерной алгебры. — 1-е изд., в двух томах. — Москва: ДМК-Пресс, 2009. — 1264 с. — ISBN 978-5-94074-490-03.